# Red Right Hand (film)
Red Right Hand è un film del 2024 diretto da Ian Nelms ed Eshom Nelms.

## Trama
Cash cerca di condurre una vita onesta e tranquilla, ma quando Big Cat lo costringe a tornare al suo servizio, è capace di tutto per proteggere la città e l'unica famiglia che gli rimane.

## Produzione
Nell'aprile 2022 è stato annunciato che Orlando Bloom ed Andie MacDowell avrebbero interpretato i protagonisti nel film. Nello stesso mese le riprese sono iniziate in Kentucky.

## Promozione
Il primo trailer del film è stato diffuso il 16 gennaio 2024.

## Distribuzione
Il film è stato distribuito nelle sale statunitensi il 23 febbraio 2024.

## Accoglienza
Sul sito aggregatore di recensioni Rotten Tomatoes, il 52% delle recensioni di 21 critici è positivo, con una valutazione media di 5,6/10.